# 延期討論動議
延期討論動議（motion to postpone indefinitely）是一項議事程序，旨在延後討論議案的時間，以求獲得更多蒐集資料、冷卻情緒或討論其他更為重要議案的時間，屬於附屬動議的一種:121-124。根據《重編會議規範》，延期討論動議又可分為一般延期討論動議（postpone to a certain time）與特別延期討論動議（postpone to a special time），兩者除了在可決數上不同（前者需獲得半數支持，後者需獲得三分之二支持）外皆需附議，可以討論、重提、修正；在位階上，延期討論動議高於付委動議、修正動議和無期延期動議，次於擱置動議和停止討論動議。

## 用途
合議性團體的與會者如果認為某待決議案不適合當下討論，可以提出延期討論動議，將討論時期延到更適當的日期。在議事策略上，假若此議案極為重要，需要審慎評估，便可提出延期討論，爭取更多蒐集資料的時間；或者議案重要性不高，尚有其他更重要議案，也可提出延期討論；或者議案討論時發生激烈爭論，需要更多協調空間，也可將議案延期。延期討論動議必須在表決前提出，而且只能針對主動議提出。
當延期討論動議表決通過後，秘書人員就會將此議案的討論時間更新到日程表上，留待下次討論時排入議程。假若討論時間已到，而秘書人員忘了將議案排入，則與會者可以提出喚起日程，提醒主席確認議程:211。
《羅伯特議事規則》中，與會者不可以對延期討論動議提出修正動議:121-124；《議事程序準則》則根本不承認延期討論動議，認為它過時、不公平、使人容易混淆。《議事程序準則》認為，延期討論動議給議案的反對者兩次機會否決它，而支持者只有一次機會。它建議合議性團體可以用擱置動議取代延期討論動議，如此雙方都需獲得三分之二表決支持，較為公平。

## 種類

### 一般延期討論動議
一般延期討論動議（postpone to a certain time）是延期討論動議的主要形式，也就是將議案延至特定日期再議:176-178。與會者不可以將討論日期延到本次會期之後，或者延到某個日期未定的會議；此動議要成立，就必須有明確的日期。動議成立後，會議主辦單位必須將此動議結果通知所有成員，以保障成員權益。

### 特別延期討論動議
特別延期討論動議（postpone to a special time）是延期討論動議的另一種形式，也就是將議案延至特定日期的特定時間再議。此動議需要比一般延期討論動議更高的表決門檻（三分之二支持）方能通過。動議通過後，此議案在當日議程中便享有特權，可以在指定時間打斷場上進行中的議案，優先討論。